# Rasdolje (Kaliningrad, Prawdinsk)
Rasdolje (Раздолье, deutsch Klein Pothlack und Krügerwalde) war der gemeinsame russische Name zweier einst getrennter Orte in Ostpreußen, heute in der russischen Oblast Kaliningrad (Gebiet Königsberg (Preußen)) gelegen. Die Ortsstelle des nicht mehr existenten Ortes liegt im Bereich des Munizipalkreises Rajon Prawdinsk (Stadtkreis Friedland).

## Geographische Lage
Die Ortsstelle Rasdolje liegt in der südlichen Mitte der Oblast Kaliningrad, sieben Kilometer südöstlich der früheren Kreis- und heutigen Rajonshauptstadt Prawdinsk (deutsch Friedland) bzw. 27 Kilometer nordöstlich der zwischenzeitlichen und heute auf polnischem Hoheitsgebiet gelegenen Kreismetropole Bartoszyce (deutsch Bartenstein).

## Geschichte
Zum Ort Rasdolje gehörten bis 1945 die beiden ostpreußischen Ort Klein Pothlack und Krügerwalde:
Klein Pothlack: Der seinerzeit Klein Podlacken, nach 1785 Mühl-Potlack, vor 1820 Klein Potlack und bis 1950 Klein Pothlack genannte Ort im Kreis Friedland (1927 bis 1945 „Kreis Bartenstein“) bestand aus ein paar großen Höfen und Gehöften. Am 5. März 1897 wurde die Landgemeinde Klein Pothlack aus dem Amtsbezirk Schönwalde (russisch Rasswet) in den Amtsbezirk Böttchersdorf (russisch Sewskoje) umgegliedert. Im Jahre 1910 zählte Klein Pothlack 48 Einwohner.
Krügerwalde: Bei dem einstmals Krügerswalde und erst nach 1785 Krügerwalde genannten Ort handelte es sich um ein Vorwerk zum  Gutsort Groß Wohnsdorf im ostpreußischen Kreis Friedland (ab 1927 „Kreis Bartenstein“). Aus den Vorwerken Groß Pothlack (kein russischer Name bekannt) und  Krügerwalde im Gutsbezirk Groß Wohnsdorf – im Amtsbezirk Wohnsdorf gelegen – wurde am 14. April 1912 der Gutsbezirk Krügerwalde gebildet. Dieser wurde am 12. Juni in den Amtsbezirk Böttchersdorf umgegliedert.
Beide Orte schlossen sich am 30. September 1928 mit der Landgemeinde Böttchersdorf und dem Gutsbezirk Grünthal (russisch Selenzewo) zur neuen Landgemeinde Böttchersdorf – jetzt im Kreis Bartenstein – zusammen.
Das gesamte nördliche Ostpreußen wurde im Jahre 1945 in Kriegsfolge an die Sowjetunion abgetreten. Die beiden zunächst noch mit deutschem Namen genannten Orte wurden 1947 dem Poretschenski selski Sowet/okrug (Dorfsowjet Allenau) zugeordnet und ab 1950 unter dem gemeinsamen Namen „Rasdolje“ geführt. Wurden die Orte anfangs noch besiedelt, so waren sie bereits vor 1975 verlassen. Die Ortsstelle Rasdolje gilt heute als verwaist und der Ort als untergegangen. Sie gehört jetzt zum Gebiet des Munizipalkreises Rajon Prawdinsk (Stadtkreis Friedland) in der Oblast Kaliningrad der Russischen Föderation.

## Religion
Christentum
Bis 1945 gehörten Klein Pothlack und Krügerwalde zur evangelischen Kirchenprovinz Ostpreußen der Kirche der Altpreußischen Union bzw. zum früheren römisch-katholischen Bistum Ermland. War Klein Pothlack in das evangelische Kirchspiel Böttchersdorf (russisch Sewskoje) eingegliedert, so gehörte Krügerwalde zum Kirchspiel Schönwalde (Rasswet). Katholischerseits waren beide Orte der Pfarrei in Friedland zugeordnet.

## Verkehr
Die beiden heute nicht mehr wirklich erkennbaren Rasdolje-Ortsstellen liegen östlich der russischen Fernstraße 27A-083 (ex A196, frühere deutsche Reichsstraße 131) und sind über einen Verbindungsweg in Richtung Berjosowo (Schönbaum) an der Kommunalstraße 27K-107 zu erreichen.